# Staroczerkasskaja
Staroczerkasskaja (ros. Старочеркасская; do 1805 roku Czerkassk) – stanica w Rosji, w obwodzie rostowskim, w rejonie aksajskim. Do 1805 roku stolica Kozactwa dońskiego.
Zbudowana została na prawym brzegu rzeki Don u schyłku XVI wieku (prawdopodobnie w 1570 roku, pierwsze wzmianki z 1593 roku) przez Kozaków zaporoskich. Od 1644 roku stolica dońskiego Kozactwa, a potem tzw. wojska dońskiego. W 1677 w Czerkassku wybuchło wielkie powstanie kozackie pod wodzą miejscowego Kozaka Riazina. W 1708 roku zginął tu przywódca innego powstania kozackiego Kondrat Buławin. W 1744 roku osada całkowicie spłonęła w pożarze. Po niepełnej odbudowie była jeszcze kilka razy zalana przez powodzie Donu i dlatego w 1805 roku stolicę przeniesiono do nowo wybudowanego miasta Nowoczerkask, zaś Czerkassk przemianowano na Staroczerkassk. Spowodowało to stopniowy upadek miasta i u schyłku XIX wieku osada straciła prawa miejskie.  

## Zabytki
- Muzeum
- Sobór Zmartwychwstania Pańskiego, zbudowany w okresie 1706–1719, główna świątynia wojska dońskiego do 1805 roku. Bogaty ikonostas z XVIII wieku
- Cerkiew Pietropawłowska (1749–1751)
- resztki bastionów z XVII–XVIII wieku
- dwór atamański z cerkwią domową z XVIII wieku
- cerkiew Przemienienia Pańskiego z 1740 roku
- twierdza Anninska (5 km od osady)